# 徐绍海
徐绍海，中华人民共和国政治人物、外交官。1994年，接替王永成担任中华人民共和国驻赤道几内亚大使。1997年，由陈怀龙接任。